# Albert Pézard
Albert Pézard (Paul-Louis-Albert Pézard à l'état-civil), né le 1er avril 1875 à Neuflize (Ardennes) et mort le 21 novembre 1927 à Paris 16e,, est un physiologiste français, spécialisé dans l'étude du développement des caractères sexuels secondaires chez les oiseaux, connu pour ses travaux précurseurs en allométrie.

## Biographie
Fils de Gustave-Édouard-Armand Pézard et de Marie-Nicole-Christine-Névastine Basson, Albert Pézard nait dans une famille d'agriculteurs des Ardennes. Il étudie à l'école normale de Charleville-Mézières, puis à l'École normale supérieure de Saint-Cloud, et enseigne successivement à l'école primaire de Mouzon, à l'école nationale professionnelle de Vierzon comme maître interne, à l'école primaire supérieure de Monthermé, au collège Chaptal comme répétiteur externe, à l'école primaire supérieure Colbert (10e arrondissement de Paris) comme professeur de sciences naturelles et enfin à l'école primaire supérieure Jean-Baptiste-Say (16e arrondissement de Paris).
Le 12 septembre 1903, il épouse Gabrielle Lucie Godefroy à la mairie du 16e arrondissement arrondissement.
À l'issue de sa thèse, Albert Pézard obtient le poste de professeur à l'École normale supérieure de Saint-Cloud en 1919. Il est nommé sous-directeur de la station physiologique du Collège de France en 1925. L'avancement de sa carrière est toutefois empêché par « des intrigues », selon son directeur de thèse Eugène Gley : il se voit refuser un poste de maître de conférence et doit continuer des enseignements multiples en même temps qu'il mène ses recherches,.
Albert Pézard développe de ce déficit de reconnaissance institutionnelle une certaine rancœur : à son retour d'un déplacement à Berlin en vue d'une présentation au Ve Congrès international de génétique en 1927, il exprime ainsi à ses collègues son étonnement à constater la différence de traitement du personnel scientifique par les figures officielles de la République de Weimar,.
Lorsqu'il meurt soudainement d'une angine de poitrine, le 21 novembre 1927, ce déficit de reconnaissance se trouve souligné dans les hommages qui lui sont rendus,. Son enterrement a lieu au cimetière de Boulogne, à Boulogne-sur-Seine, après une cérémonie religieuse à l'église Notre-Dame d'Auteuil, dans le 16e arrondissement de Paris.

## Apport scientifique
Après avoir suivi, en 1908-1909, l'enseignement d'Eugène Gley, consacré aux récentes découvertes sur l'influences des glandes endocrines sur la physiologie animale, celui-ci lui propose de travailler sur ce sujet pour son doctorat. Décédé assez jeune, Albert Pézard laisse comme principale contribution scientifique ce travail de thèse, intitulé Le Conditionnement physiologique des caractères sexuels secondaires chez les oiseaux et mené à la faculté des sciences de Paris.
Pézard est interrompu dans les dernières étapes de son travail de thèse par sa mobilisation dans l'armée française le 1er août 1914, dans un contexte de déclenchement de la Première Guerre mondiale, et sa soutenance n'a donc lieu à la Sorbonne qu'en 1918, après sa démobilisation en octobre 1917,.
Pézard démontre notamment dans sa thèse la dépendance absolue des caractères sexuels secondaires vis-à-vis de la glande endocrine, dont l'ablation provoque la régression. Il démontre également pour la première fois l'existence d'une sécrétion endocrine ovarienne empêchant le développement des ergots et d'un plumage mâle, et travaille sur un ensemble de phénotypes sexuels intermédiaires chez les gallinacés. Ces travaux mènent au développement de la « loi du tout-ou-rien », nommée en référence à l'observation d'un seuil au-delà les hormones sexuelles agissent pleinement et en deçà duquel aucun effet ne se fait sentir, et qui vient contester la thèse concurrente, soit la « loi dite de proportionnalité ».
Albert Pézard innove par ailleurs en systématisant, sur une base quantitative, des observations jusqu'alors menées individuellement sur la croissance  relative des caractères sexuels secondaires, plus rapide dans certains groupes d'animaux comme les insectes, les crustacés et les cervidés. Il montre de la sorte que la variable pertinente à l'étude du phénomène est la taille du corps plutôt que le temps. Ce qu'il propose alors de nommer la « croissance hétérogonique » sera plutôt appelé « allométrie » par l'intermédiaire de la littérature anglophone, à partir de 1935.

### Honneurs
- prix Saintour décerné par le Collège de France en 1907[2]
- prix Godard décerné par l'Académie des sciences en 1919[2]
- prix Laborde décerné par la Société de biologie en 1925[2]
- prix Gadeau-de-Kerville de la Société zoologique de France à titre posthume, en 1928

Albert Pézard est nommé chevalier de la Légion d'honneur en 1923.